# Vermicaris minuta
Vermicaris minuta is een eenoogkreeftjessoort uit de familie van de Cylindropsyllidae. De wetenschappelijke naam van de soort is voor het eerst geldig gepubliceerd in 1935 door Nicholls.